# 2020 في أنغولا
قوائم بالأحداث من عام 2020 في  أنغولا.

## في السلطة
- الرئيس: جواو لورنسو
- نائب الرئيس: بورنيتو دي سوزا

## أحداث
جائحة فيروس كورونا في أنغولا

### يناير
- 17 يناير - بدأت شركة النفط الإيطالية إيني الإنتاج في حقل نفط أجوجو البحري باستخراج أولي قدره 10000 برميل يوميًا.[1]
- 19 يناير - اتهمت إيزابيل دوس سانتوس، ابنة الرئيس السابق خوسيه إدواردو دوس سانتوس، في تقرير صادر عن الاتحاد الدولي للصحفيين الاستقصائيين باختلاس جزء كبير من ثروتها المقدرة بـ 2.2 مليار دولار من الأموال العامة الأنغولية من خلال المحسوبية والفساد. يفند دوس سانتوس المزاعم، واصفا إياها بـ «هجوم مدبر» من قبل حكومة لورينسو.[2]

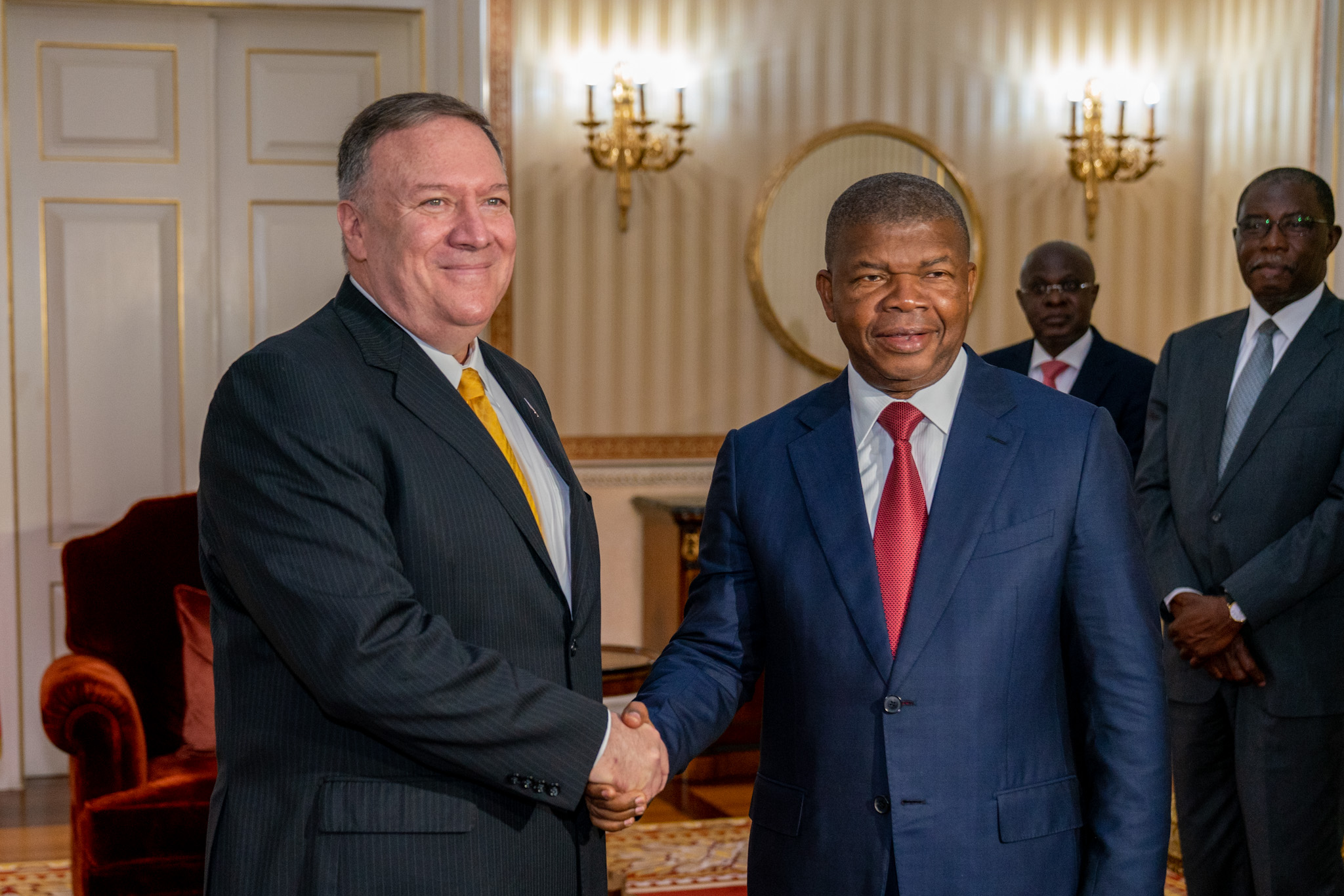
17 فبراير: الرئيس جواو لورينسو يلتقي بوزير خارجية الولايات المتحدة مايك بومبيو

### فبراير
- 17 فبراير - زيارة وزير خارجية الولايات المتحدة مايك بومبيو في لواندا، حيث أشاد بومبيو بجهود الحكومة للحد من الفساد داخل البلاد.[3]

### مارس
- 17 مارس - ذكرت صحيفة جورنال دي أنغولا أن دينًا بقيمة 100 مليون دولار مستحق لأنغولا على تشاد سيتم سداده في شكل ماشية، حيث سيتم تحويل ما مجموعه 75000 بقرة بقيمة 1,333 دولارًا لكل منها إلى الحكومة الأنغولية على مدى السنوات العشر القادمة.[4]
- 21 مارس - أكدت وزيرة الصحة سيلفيا لوتوكوتا أول حالتين من حالات الإصابة بفيروس كورونا في البلاد بعد عودة مواطنين من البرتغال قبل أيام من اختبار الفيروس.[5]
- 23 مارس - أغلقت المدارس والجامعات في جميع أنحاء البلاد لمدة خمسة عشر يومًا للحد من انتشار كوفيد 19.[6]
- 29 مارس - أعلنت وزيرة الصحة سيلفيا لوتوكوتا عن أول وفيات أنغولا من جائحة كوفيد 19 - يبلغ من العمر 37 عامًا ويبلغ من العمر 59 عامًا وقد عاد كلاهما من البرتغال قبل أكثر من أسبوعين - مع العدد الإجمالي للحالات المؤكدة في البلد يرتفع إلى سبعة.[7] تم الإعلان عن أول تعافي مسجل للبلاد من الفيروس في اليوم التالي.[8]

### مايو
- 11 مايو - أعلن الرئيس جواو لورينسو عن تمديد حالة الطوارئ الوطنية لمدة خمسة عشر يومًا، محذرًا من أن تخفيف القيود من شأنه أن يعرض البلاد «لخطر جسيم يتمثل في الانتقال إلى المجتمع المحلي». تم الإبلاغ عن ما مجموعه 43 حالة إصابة بـ كوفيد 19 في أنغولا حتى هذا التاريخ، مع تعافي 13 حالة وفاة وحالتي وفاة.[9]
- 25 مايو - مجلس الوزراء يعلن أن حالة الطوارئ الوطنية ستنتهي في اليوم التالي، على أن تحل محلها «حالة الكارثة» الأقل حتى التاريخ المؤقت في 9 يونيو.[10]

### يونيو
- 9 يونيو - في مقابلة مع صحيفة Valor Económico، أكدت إيزابيل دوس سانتوس أن أربعة من متاجر سوبر ماركت كانداندو الثمانية في البلاد ستغلق بفقدان ما يقرب من 1000 وظيفة، وألقت باللوم على عدم قدرتها على الدفع للموردين بسبب تجميد أصولها في ديسمبر 2019.[11]
- 11 يونيو - أبلغت وزارة المالية عن انخفاض بنسبة 48 ٪ في قيمة صادرات البلاد من النفط لشهر مايو مقارنة بشهر أبريل، نتيجة لانخفاض الطلب الدولي على النفط من عمليات الإغلاق العالمية لـ كوفيد 19 وانخفاض الإنتاج المحلي تماشيًا مع دول أوبك الأخرى.[12]
- 13 يونيو - أفاد وزير الدولة للصحة العامة، فرانكو موفيندا، أن عدد حالات كوفيد 19 في أنغولا ارتفع إلى 138 حالة وارتفع عدد حالات الشفاء إلى 19. حتى هذا التاريخ توفي ستة أشخاص بسبب الفيروس ولا يزال 549 في الحجر الصحي.[13]
- 23 يونيو - انشقت الكنيسة العالمية لمملكة الله في أنغولا عن الإدارة المركزية في البرازيل بعد أن ذهبت المطالب المحلية لمعالجة المخالفات المالية والتمييز داخل المنظمة أدراج الرياح. الكنيسة لديها ما يقرب من 500000 معتنق في أنغولا.[14]

### يوليو
- 7 يوليو - وافقت الحكومة على مطالب أوبك بمواصلة خفض إنتاج النفط الوطني حتى سبتمبر بعد تجاوز الحصص المتفق عليها مسبقًا في مايو ويونيو بما لا يقل عن 60 ألف برميل يوميًا.[15]

### أغسطس
- 14 أغسطس - حكم على خوسيه فيلومينو دوس سانتوس، نجل الرئيس السابق خوسيه إدواردو دوس سانتوس، بالسجن لمدة خمس سنوات لاختلاس 500 مليون دولار من صندوق الثروة السيادية للبلاد خلال فترة توليه رئاسة الصندوق.[16]
- 15 أغسطس - أعلن المدعي العام ألفارو دا سيلفا جواو إغلاق سبعة عقارات في جميع أنحاء لواندا مملوكة للكنيسة العالمية لمملكة الله بسبب مزاعم بالفساد والاحتيال الضريبي.[17]

## وفيات
- 26 مايو - أوسكار لينو لوبيز فرنانديز براغا، أسقف كاثوليكي روماني (مواليد 1931).[18]
- 20 يونيو - بيدرو ليما، ممثل وسباح أولمبي (1988، 1992) (مواليد 1971).[19]
- 24 يوليو - كوندي بايهاما، سياسي (مواليد 1944).[20]
- 10 أغسطس - فالديمار باستوس، موسيقي (مواليد 1954).[21]
- 11 أكتوبر - فرناندو لوبيز، 55 عامًا، سباح أولمبي (1980).[22]